# Voué
Voué település Franciaországban, Aube megyében. Lakosainak száma 696 fő (2022. január 1.). Voué Chapelle-Vallon, Les Grandes-Chapelles, Montsuzain, Ortillon, Saint-Remy-sous-Barbuise és Vaupoisson községekkel határos.

## Népesség
A település népessége az elmúlt években az alábbi módon változott:
| Lakosok száma | 314  | 373  | 383  | 522  | 640  | 665  | 681  | 686  | 699  | 696  |
|               | 1968 | 1982 | 1990 | 2006 | 2013 | 2015 | 2017 | 2019 | 2020 | 2022 |